# アーホム文字
アーホム文字（アーホムもじ）は、北東インドのアッサム地方に存在したアーホーム王国において、タイ系のアーホム語の表記に用いられたブラーフミー系文字。
左から右に書かれるアブギダである。アーホム語は現在は話されておらず、その発音ははっきりしない点が多い。

## 概要
タイ系のアーホーム王国は13世紀に成立し、19世紀はじめまで続いたが、アーホム語の話者は徐々に多数派であるアッサム語の話者に同化していき、1800年までに母語話者はいなくなった。しかしその後も典礼用に使われることがある。
伝承ではアーホーム王家は今の雲南省の徳宏タイ族チンポー族自治州からやってきたと伝えられ、実際に雲南にはアーホム文字によく似た文字で書かれた石碑がある。
現存最古のアーホム文字のテクストは16世紀の碑文である。ほかに貨幣・金属板・大量の写本が残る。写本は19世紀以前には布や、より一般的には沈香の樹皮に書かれ、何千もの樹皮写本が残る。時代の新しいものは紙に書かれているが、樹皮より保存状態が悪い。
母音文字は存在せず、かわりにaの字に母音記号を加える。同じ音節の重複を表すために、ひとつの子音字に母音記号を複数重ねて加えることがある。音節末子音を表すためのヴィラーマ記号を常につけるようになったのは現代にはいってからである。
アーホム文字はアーホム語のすべての母音を区別するわけではないし、声調はまったく表記されない。このため、しばしば1つの綴りに複数の発音・意味があり得る。このことがアーホム文字で書かれた文献の解釈に困難をもたらしている。

## Unicode
2015年のUnicodeバージョン8.0で追加多言語面にアーホム文字が新規に収録された（57文字）。
Unicodeバージョン11.0（2018年）で1文字追加された。
Unicodeバージョン14.0（2021年）では本ブロック自体が拡張された上で7文字追加された。
| Ahom    |   |   |   |   |   |   |   |   |   |   |   |   |   |   |   |   |
|         | 0 | 1 | 2 | 3 | 4 | 5 | 6 | 7 | 8 | 9 | A | B | C | D | E | F |
| U+1170x | 𑜀 | 𑜁 | 𑜂 | 𑜃 | 𑜄 | 𑜅 | 𑜆 | 𑜇 | 𑜈 | 𑜉 | 𑜊 | 𑜋 | 𑜌 | 𑜍 | 𑜎 | 𑜏 |
| U+1171x | 𑜐 | 𑜑 | 𑜒 | 𑜓 | 𑜔 | 𑜕 | 𑜖 | 𑜗 | 𑜘 | 𑜙 | 𑜚 |   |   | 𑜝  | 𑜞  | 𑜟  |
| U+1172x | 𑜠  | 𑜡  | 𑜢  | 𑜣  | 𑜤  | 𑜥  | 𑜦  | 𑜧  | 𑜨  | 𑜩  | 𑜪  | 𑜫  |   |   |   |   |
| U+1173x | 𑜰 | 𑜱 | 𑜲 | 𑜳 | 𑜴 | 𑜵 | 𑜶 | 𑜷 | 𑜸 | 𑜹 | 𑜺 | 𑜻 | 𑜼 | 𑜽 | 𑜾 | 𑜿 |
| U+1174x | 𑝀 | 𑝁 | 𑝂 | 𑝃 | 𑝄 | 𑝅 | 𑝆 |   |   |   |   |   |   |   |   |   |

### 対応フォントの入手方法
- GNU Unifont Glyphs - 上から3番目にある「Unifont Upper」が対応。
- Google Noto Fonts - View rawをクリックするとダウンロードが開始される。